# Białki (gromada)
Białki – dawna gromada, czyli najmniejsza jednostka podziału terytorialnego Polskiej Rzeczypospolitej Ludowej w latach 1954–1972.
Gromady, z gromadzkimi radami narodowymi (GRN) jako organami władzy najniższego stopnia na wsi, funkcjonowały od reformy reorganizującej administrację wiejską przeprowadzonej jesienią 1954 do momentu ich zniesienia z dniem 1 stycznia 1973, tym samym wypierając organizację gminną w latach 1954–1972.
Gromadę Białki z siedzibą GRN w Białkach utworzono – jako jedną z 8759 gromad – w powiecie siedleckim w woj. warszawskim, na mocy uchwały nr VI/10/18/54 WRN w Warszawie z dnia 5 października 1954. W skład jednostki weszły obszary dotychczasowych gromad Białki, Grabianów, Mościbrody i Wólka Wiśniewska ze zniesionej gminy Wiśniew oraz obszar dotychczasowej gromady Ujrzanów ze zniesionej gminy Stara Wieś w tymże powiecie. Dla gromady ustalono 16 członków gromadzkiej rady narodowej.
31 grudnia 1959 do gromady Białki przyłączono wieś Podsekuła ze znoszonej gromady Wołyńce w tymże powiecie.
31 grudnia 1961 gromadę zniesiono, włączając jej obszar do gromady Wiśniew w tymże powiecie, oprócz wsi Grabianów, Ujrzanów i Podsekuła, które włączono do nowo utworzonej gromady Siedlce tamże.